# Euchirus longimanus
Euchirus longimanus ist ein Käfer aus der Familie der Blatthornkäfer (Scarabaeidae).

## Aussehen
Diese Spezies kann eine Körpergröße von bis zu 65 mm erreichen. Euchirus longimanus hat einen kleinen Kopf. Die Elytren sind orange bis braun, der Thorax, der Kopf und die Beine sind dunkelbraun und matt. Die Männchen besitzen lange Vorderbeine, die zum Kampf dienen. Daraus leitet sich das Artepitheton longimanus („lange Hände“) ab.

## Verbreitung
Euchirus longimanus kommt in Indonesien (Molukken, Sulawesi) vor. Die Art lebt dort im Dschungel. 

## Systematik
Die Art wurde 1758 von Carl von Linné als Scarabaeus longimanus erstbeschrieben. Es werden zwei Unterarten unterschieden (Stand Januar 2022):
- Euchirus longimanus subsp. longimanus (Linnaeus, 1758)
- Euchirus longimanus subsp. celebicus Ohaus, 1913[3]